# Grb Kanade
Kraljevski grb Kanade proglasio je kralj Đuro V. dana 21. studenog 1921. Rađen je po uzoru na grb Ujedinjenog Kraljevstva.

## Simboli
Osnovni štit grba nosi simbole Engleske (tri lava/leoparda), Škotske (crveni lav u okviru na žutoj pozadini), Irske (zlatna harfa) i Francuske (žuti ljiljani na plavoj podlozi). On ukazuje na povijesne veze Kanade s Ujedinjenim Kraljevstvom i Francuskom.
Donji dio štita je karakteristično kanadski - tri javorova lista na grani, crvene (prvobitno zelene) boje.
Na traci oko štita ispisano je geslo Reda Kanade "Desiderantes meliorem patriam" ("Žele bolju zemlju"), pošto je Kraljica suverena tog reda.
Šljem na štitu je kraljevski, i u zlatnoj je boji te u bojama Kanade. Lav iznad šljema je kraljevski lav koji drži javorov list, a kao takav se nalazi i na zastavi generalnog guvernera, simbolizirajući njegovo predstavljanje Krune.
Držači štita su engleski lav i škotski jednorog, koji drže britansku zastavu i zastavu sa starim francuskim simbolima. Donja traka nosi geslo Kanade, "A mari usque ad mare" ("Od mora do mora").
Crveni motivi ispod štita predstavljaju nacionalne cvjetove Engleske, Škotske, Irske i Francuske.
- 1921–1957
- 1957–1994
- 1994